# Iwona Puzio
Iwona Monika Puzio – polska weterynarz, dr hab. nauk weterynaryjnych, profesor uczelni, kierownik Katedry Fizjologii Zwierząt.

## Życiorys
24 września 1998 obroniła pracę doktorską Wpływ stosowania fitazy jako dodatku do diety na biodostępność fosforu oraz wzrost, rozwój i mineralizację układu kostnego u kurcząt brojlerów, 12 stycznia 2006 habilitowała się na podstawie pracy zatytułowanej Wpływ dodatku fitazy, cholekalcyferolu i kalcitriolu na procesy wzrostowe organizmu kurcząt brojlerów. Awansowała na stanowisko adiunkta w Katedrze Biochemii i Fizjologii Zwierząt na Wydziale Medycyny Weterynaryjnej Uniwersytetu Przyrodniczego w Lublinie.
Jest profesorem uczelni i kierownikiem w Katedrze Fizjologii Zwierząt, a także była dziekanem na Wydziale Medycyny Weterynaryjnej Uniwersytetu Przyrodniczego w Lublinie.
Była prodziekanem Wydziału Medycyny Weterynaryjnej Uniwersytetu Przyrodniczego w Lublinie.

## Odznaczenia
- Złoty Medal za Długoletnią Służbę (2023)[3]